# Linearni prenos energije
V dozimetriji je linearni prenos energije (okrajšano LET za Linear Energy Transfer) količina energije, ki jo ionizirajoče sevanja preda snovi na enoto dolžine poti. Opisuje koliko energije (oziroma kako zgoščeno) je v sevanju predane na enoto. Izraža se kot povprečna energija na enoto razdalje (keV/µm), ki ga odloži nabit delec. 
LET nam pove, kako pogosto lahko pričakujemo, da prihaja do interakcij oz. nekih dogodkov v snovi na enoto dolžine poti ionizirajočega sevanja v snovi. Večja kot je vrednost LET, več interakcij lahko pričakujemo na poti tega žarka. Manjša vrednost LET po drugi strani pomeni manj interakcij na poti čez snov. LET je povezan z zavorno močjo, oz. s silo, ki zaustavlja neposredno ionizirajoči delec na poti skozi snov. LET je po definiciji pozitivna količina. Vrednost je odvisna tako od vrste in energije ionizirajočega sevanja kot tudi od snovi, skozi katero sevanje potuje.
V bioloških tkivih večja vrednost LET pomeni večjo verjetnost poškodbe, prav tako tudi neposrednih učinkov. Višji je LET pospešenega delca, več je interakcij na njegovi poti. Posledično pride zaradi tega, do večjega števila smrti celic na dostavljen Gy (J/kg). Večji let stremi k temu, da prihaja do več poškodb na celicah, ki se naj ne bi mogle dobro popraviti.

## Radioterapija
Poznamo dve vrsti sevanja, ki ju delimo na naravno (radioaktivni izotopi, kozmično sevanje) in na umetne vire (rentgenska cev, nuklearke, diagnostične naprave in obsevalni aparati). Pri sevanju lahko prihaja do neposrednih in posrednih učinkov ionizirajočega sevanja. Ko prihaja do poškodbe direktno na DNK molekuli govorimo o neposrednem učinku ionizirajočega obsevanja. Ko govorimo o posrednem učinku po ga opisujemo kot posledico, kjer se s pomočjo drugih molekul v okolici energija prenese na molekulo DNK, kjer pride do poškodbe. Poškodbe se lahko same popravijo, pride do apoptoze, ali pa se pri celici ohrani repopulacijska sposobnost, kjer prihaja do repliciranja nepravilnih celic (mutagenost).
Moderna radioterapija temelji na dostavi žarkov s pomočjo linearnih pospeševalnikov, ki proizvajajo energije med 4 in 15 MV. Uporaba teh energij je odvisna od načrtovanega plana obsevanja in same lege tumorja. Njihovo elektromagnetno valovanje lahko na posameznih delih povzroči ionizacijo molekul na poti skozi tkivo. Glede na to kakšne energije in kako gosto valovanje ima žarek, ki potuje skozi telo razlikujemo na delce z visokim in nizkim LET-om.

## Sevalni delci
Sevalni delci so različno prodorni, če izsevamo enako količino npr. 1 Gy delcev alfa, beta ali žarkov x, prihaja do različne porazdelitve v globini tkiva. Delci alfa se ustavijo že nekaj mm v tkivu ali pa na površini telesa, beta v globini nekaj centimetrov. Žarki X pa potujejo skozi celotno debelino telesa. Žarki ki vstopajo skozi telo imajo različen biološki vpliv RBE, kar je posledica linearnega prenosa energije. Med žarke z visokim LET spadajo prav tako tudi Helij, Ogljik in ioni Neona, ki pa se izboljšujejo v dostavi doze in njeni globini.
Med nizke LET štejemo x- žarke in gama žarke. Alfa žarki so po višini LET so med vsemi delci po lestvici zelo visoko, saj je njihova vrednost 100 keV/µm. Njihova gosta ionizacija povzroča večje poškodbe, kot pri žarkih nižje ga LET-a, kot so y- žarki, ki imajo vrednost 0,3 keV/µm.

## Biološki učinki
Bioloških učinkov ne moremo zagotovo izmeriti, lahko pa pridemo do novih ugotovitev, kako se različni sevalci med seboj razlikujejo pri preživetju celic. Zato je relativna biološka učinkovitost (angleško Relative Biological Effectiveness, RBE) opredeljena kot razmerje v biološki učinkovitosti dveh različnih vrst sevanj. RBE – relativna biološka učinkovitost je razmerje med razmerjem referenčnega sevanja (po navadi fotonsko) in odmerkom drugega sevalca za povzročitev enakega biološkega učinka. RBE ni konstanten ampak se vedno korigira v odvisnosti bioloških poškodb in dozne ravni. RBE narašča z naraščanjem LET-a. Narašča vse do 100 keV/µm, kjer se začne presežek pobijanja celic.
Za ocenjevanje poškodb tkiv, ki se lahko kažejo kot stohastični in deterministični učinki tkiv. Za ugotovitev morebitnih posledic se absorbirana doza na telo pomnoži s faktorjem relativne biološke učinkovitosti.